# Cola di Pietro

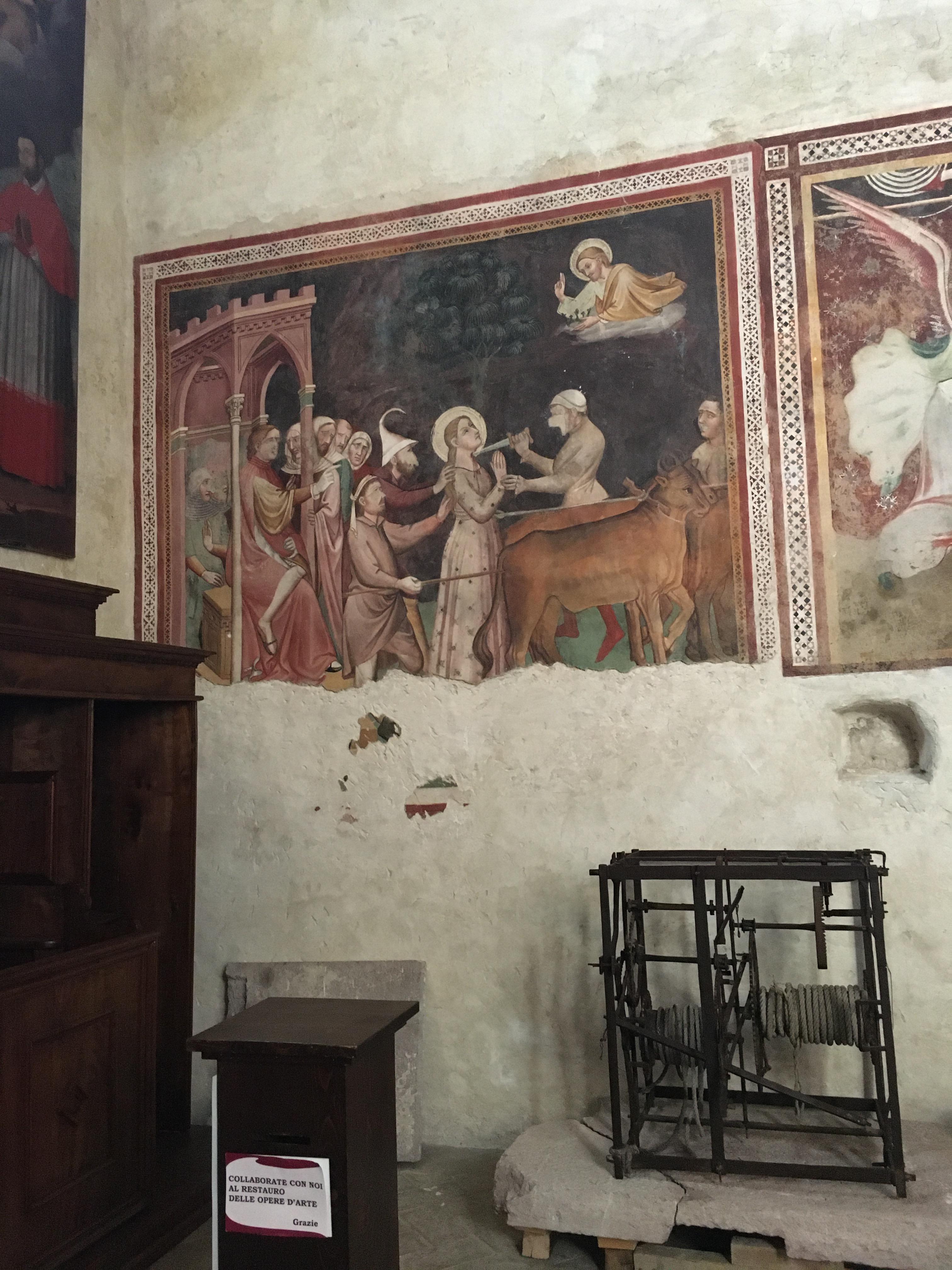
affreschi

Cola di Pietro (fl. fine del XIV secolo) è stato un pittore italiano attivo nelle Marche e in Umbria che dipingeva in stile tardo gotico.

## Biografia
Quasi nessuna informazione biografica è disponibile. Probabilmente era nato a Camerino. Non si afferma se fosse associato al pittore dei primi del Quattrocento di Camerino, Arcangelo di Cola, che dipinse in Toscana e nel Lazio. Gli affreschi attribuiti a Cola di Pietro si trovano nelle chiese di San Francesco e Santa Maria Maddalena a Pievebovigliana.
Altre sue opere si trovano in: 
- Affreschi nella Chiesa di Santa Maria a Vallo di Nera in Umbria
- Affreschi nella parrocchia di Pieve Torina, in provincia di Macerata nelle Marche